# شیرفروش (رمان)

جلد نسخه فارسی انتشارات مجید، ترجمه سونیا سینگ

شیرفروش (به انگلیسی: Milkman) یک رمان نوشته نویسنده ایرلندی آنا برنز است که در سال ۲۰۱۸ موفق به دریافت جایزه ادبی من بوکر شد.
شیرفروش(به انگلیسی: milkman)رمانی تجربی و سومین رمان برنز است. این داستان از زبان یک دختر ۱۸ ساله بی‌نامی روایت می‌شود. این دختر در کتاب با نام «خواهر وسطی» شناخته می‌شود و شیرفروش که مردی نظامی و مسن تر از او است، به تعقیبش می‌پردازد. 
برنز در این کتاب با بیان متفاوتش در نثر شناور و شگفت‌انگیز کتاب، تفکرات مرسوم و عرف جامعه را به چالش می‌کشد. این داستان، داستان خشونت، تجاوز جنسی و مقاومت است که با طنز تلخش برجسته شده است.»
این کتاب توسط سونیا سینگ برای اولین بار به فارسی ترجمه شده است.

## شروع خط سیر اصلی داستان
داستان این کتاب اینگونه آغاز می شود که با شروع آزار شیرفروش روی «خواهر وسطی»، شایعه‌هایی پشت سرش شکل می‌گیرد مبنی بر این‌که او با شیرفروش سر و سری دارد؛ اما راوی داستان می‌گوید: "من با شیرفروش سر و سری نداشته‌ام. من او را دوست نداشتم. تعقیب‌های او مرا گیج کرده بود و اینکه تلاش می‌کرد با من معاشقه کند، مرا می‌ترساند. اصلاً نمی‌دانم او شیرفروش کدام محل بود. شیرفروش ما که نبود. فکر نمی‌کنم اصلاً شیرفروش باشد. سفارش شیر نمی‌گرفت و اصلاً شیری در کار نبود. او هیچ‌وقت شیر به دم خانه‌ها نمی‌برد."

## درونمایه
فرقه‌گرایی و جدایی از اجتماع در این رمان نقش اساسی بازی می‌کند؛ اما ایرلند تنها جایی نیست که در آن جدایی بین فرقه‌ها دیده می‌شود. رمان شیرفروش درباره‌ی برخی نگرانی‌های جامعه‌ی امروزی هم حرفی برای گفتن دارد. آپیا ادامه داد: فکر می‌کنم این رمان به مردم کمک می‌کند تا بیشتر درباره‌ی هشتگ #من_هم_همین‌طور فکر کنند. این کتاب را باید برای تصویری که درباره‌ی این هشتگ به ما می‌دهد ستایش کرد؛ تصویری عمیق و ماهرانه که روان و اخلاق ما را به چالش می‌کشد.